# Angie Sage
Angie Sage (n. Londres, 1952) es una escritora de literatura infantil y juvenil, donde estudió ilustración y diseño gráfico, lo que le permitió trabajar en su juventud ilustrando cuentos infantiles, y poco después se decidió a escribirlos. Su primera gran novela fue "Septimus", el comienzo de una saga que aún no ha terminado de escribir.

## Obra
La historia trata de como un adolescente descubre que es hijo de magos y narra sus aventuras sobre el contexto de ser aprendiz de mago extraordinario creado por Angie Sage y de los diferentes retos que tiene que superar para convertirse en mago.
- Septimus (Magyk) ISBN 978-84-8441-244-1
- Septimus y el hechizo imposible (Flyte) ISBN 978-84-8441-327-1
- Septimus y el último alquimista (Physik) ISBN 978-84-8441-383-7
- Septimus y el anillo de las dos caras (Queste) ISBN 978-84-8441-465-0
- Septimus y la isla encantada (Syren)
- Septimus y la magia negra (Darke)
- Septimus y el fuego eterno (Fyre)
- Septimus, the magycal Papers (No publicado en España).
- The Darke Toad (Novela digital)